# Kortenburgsebeek
De Kortenburgsebeek is een beek die bij Renkum in de Nederlandse provincie Gelderland in de Nederrijn stroomt.
De Kortenburgsebeek ontstaat ter hoogte van de Hartenseweg uit de Oliemolenbeek en de Halveradsbeek. Via het zuidelijk deel van het beekdal stroomt de beek via een duiker onder de provinciale weg N225 in een strang van de Nederrijn.  In het kader van het project Renkums Beekdal wordt de Halveradsbeek ontkoppeld van de Kortenburgsebeek en het historisch beekprofiel hersteld.
De beek is vernoemd naar het reeds verdwenen huis De Kortenburg. Naast de aanvoer van water voor de watermolens langs de beek, werd de beek ook gebruikt voor de irrigatie van vloeiweiden langs de beek.

## Watermolen
Langs de Kortenburgsebeek stond ter hoogte van Kortenburg de Molen bij de Kortenburg die vanaf 1706 gebruikt werd als papiermolen en korenmolen.